# Fabiano Eller dos Santos
Fabiano Eller dos Santos (Linhares, 19 november 1977), is een Braziliaans profvoetballer. Hij speelt sinds 2012 voor Grêmio Esportivo Brasil.

## Clubvoetbal
Fabiano Eller begint zijn carrière in 1994 bij de voetbalclub Linhares uit zijn geboortestad. Na een jaar vertrekt hij al naar de Braziliaanse grootmacht CR Vasco da Gama om vervolgens in 2001 te vertrekken naar Palmeiras. De speler vertrekt na een jaar naar Flamengo om vervolgens in de zomer van 2004 voor het grote geld te kiezen in Qatar bij Al Wakrah. In 2005 keert hij terug naar Brazilië, bij Fluminense FC, zonder al te veel succes. Na enkele maanden kiest hij voor een avontuur bij Trabzonspor in Turkije waar hij vaak buiten de selectie valt vanwege het overschot aan niet-Turkse voetballers bij de club. Hij vertrekt daarom op huurbasis naar het Braziliaanse SC Internacional waar hij door zijn prestaties de aandacht trekt van Club Atlético de Madrid dat hem vervolgens aantrekt tot de zomer van 2009. De speler maakte op 11 maart 2007 zijn debuut (in de basis) in de wedstrijd Atlético Madrid - Deportivo La Coruña. Op 25 juni 2008 hebben Atletico en Fabiano in overleg besloten hun nog één jaar lopende contract te ontbinden.

## Voetbalcarrière
- Linhares (1994-1995)
- CR Vasco da Gama (1996-2001)
- Palmeiras (2002)
- Flamengo (2003-2004)
- Al Wakrah (2004)
- Fluminense FC (2005)
- Trabzonspor (2005)
- SC Internacional (2006-2007)
- Atlético Madrid (2007-2008)
- Santos FC (2008-2009)
- SC Internacional (2009-2010)
- Al-Ahli SC (2010-2012)
- EC São José (2012)
- Grêmio Esportivo Brasil (2012-...)